# Lady Snowblood
Lady Snowblood (jap. 修羅雪姫, Shurayuki-hime) ist ein Manga des japanischen Autors Kazuo Koike und des Zeichners Kazuo Kamimura aus den Jahren 1972 und 1973. Der Manga wurde 1973 als gleichnamiger Spielfilm verfilmt.

## Handlung

### Vorgeschichte
Zu Beginn der Meiji-Zeit wird der Lehrer Kashima wegen seiner Kleidung für einen Beamten gehalten, die bei der ländlichen Bevölkerung verhasst waren, da sie die Wehrpflichtigen einzogen. Die drei Männer Gishiro Tsukamoto, Banzou Takemura und Tokuichi Shouei und die Frau Okono Kitahama erschlagen ihn wie auch seinen Sohn, sie ließen sich dafür von den Dorfbewohnern bezahlen. Seine Frau Sayo wird vergewaltigt. Als sie sich an Tokuichi Shouei rächt und ihn tötet, wird sie zu einer lebenslangen Haftstrafe verurteilt. Um sich aber auch an den anderen Dreien zu rächen, verführt sie die Wärter, auf dass sie einen Sohn bekommt, der sie rächen kann. Doch stirbt sie bei der Geburt einer Tochter. Diese soll nun die Rache ihrer Mutter ausführen und wird von der älteren Insassin Tora Mikazuki entsprechend ausgebildet.

### Haupthandlung
Im Jahr Meiji 20 erledigt Yuki Kashima Mordaufträge für Geld und Informationen über die Peiniger ihrer Mutter. So arbeitet sie für die Yakuza. In Tokio wird ihr von Dajire, der Herrin über die Diebe der Region, das Handwerk des Diebstahls beigebracht. Später richtet sie im Auftrag der Partei der Schwarzen Schildkröten im Rokumeikan ein Blutbad an und ermöglicht es, dass die Regierung ihre Politik ändern muss.
In den Wäldern findet Yuki Matsuemon, Anführer einer Gemeinschaft im Wald, der für sie den Aufenthaltsort der drei verbliebenen Peiniger ihrer Mutter herausfinden soll. Dafür muss sie jedoch ein Sukhavati-Gedenkbuch bringen, das sie nach dem Tod einer Adligen stiehlt. Mit diesem organisiert sich die Gemeinschaft Matsuemons Spenden, von denen sie lebt. Bald darauf verrät ihr Matsuemon den Aufenthaltsort Okono Kitahamas. Diese führt eine Finanzgenossenschaft in Osaka und ist wohlhabend. Yuki gelingt es jedoch, sie finanziell zu ruinieren, sodass Kitahama für ihre Schulden ins Gefängnis muss.
Als Matsuemon den Aufenthaltsort der restlichen beiden nicht ausmachen kann, gibt er Yuki den Rat, ihre Geschichte als Buch veröffentlichen zu lassen, um sie so hervorzulocken. Dazu überredet sie den exzentrischen Schriftsteller Gaikotsu Miyahara und der Roman wird ein großer Erfolg. Nach einiger Zeit wird dann Miyahara von einer Gruppe Krimineller entführt, damit sich Lady Snowblood zeigt. Dies wurde von Gishiro Tsukamoto arrangiert, der sich durch den Roman in die Enge gedrängt sah. Doch auch ihn kann Yuki töten.
Bald darauf erfährt Yuki von Matsuemon, dass der letzte verbliebene Peiniger ihrer Familie, Banzou Takemura, Bambuskissen fertigt und mit diesen handelt. Bald findet sie den schwerkranken Banzou, der eine 16-jährige Tochter hat. Als seine Tochter ihn nachts allein lässt, um mit Prostitution Geld zu verdienen, tötet Yuki Banzou, der sie zuvor noch um Vergebung anfleht. Danach sorgt sie dafür, dass es seiner Tochter besser geht als zuvor.

## Konzeption und Stil
Laut Georg Seeßlen kommt in dem Werk ein moralischer Entwurf zum Tragen, der auch in anderen Werken des Autors Kazuo Koike von Bedeutung ist. In die Kette von Gewalt und Rache werden auch die Nachkommen der Akteure eingebunden und wiederholen die Geschichte, sie leben nur für die Rache. Des Weiteren stellt Lady Snowblood auch ein Symbol für die moralische Krise Japans zum Ausgang des 19. Jahrhunderts dar. Daher werden im Laufe der Handlung auch immer wieder historische Ereignisse der Zeit eingebunden.

## Veröffentlichung
Der Manga erschien in Japan von 1972 bis 1973 im Magazin Playboy und in vier Sammelbänden (Tankōbon) beim Verlag Shūeisha. Auf Englisch erschien das Werk bei Dark Horse Comics, auf Französisch bei Kana und auf Spanisch bei Planeta DeAgostini Comics. Die Portugiesische Ausgabe erschien beim Verlag Conrad in Brasilien.
Auf Deutsch wurde der Manga im Jahr 2006 durch den Verlag Carlsen Comics veröffentlicht. Die Übersetzung stammt von Dorothea Uberall.

## Adaption
Der Manga wurde in Japan 1973 als Spielfilm mit dem Titel Lady Snowblood adaptiert. 1974 folgte die Fortsetzung Lady Snowblood 2: Love Song of Vengeance. 2001 wurde der Stoff von Shinsuke Sato unter dem Namen The Princess Blade veröffentlicht.

## Fortsetzung
2006 wurde in japanischen Archiven eine Fortsetzung des Mangas entdeckt und unter dem Titel Shurayuki-hime – Fukkatsu no Shō veröffentlicht. Das 420-seitige Werk erschien im Januar 2009 mit dem Titel Lady Snowblood – Auferstehung bei Carlsen Comics auf Deutsch. Die Geschichte handelt von derselben Figur, jedoch vor einem anderen historischen Hintergrund.

## Rezeption
Laut Christel Scheja von splashcomics.de ein Klassiker, der den Zwiespalt zwischen Tradition und westlicher Moderne zeigt. Das Werk zeichne ein düsteres, aber realistisches Bild des damaligen Japan, Gewalt werde offen thematisiert. Die Handlung sei tiefgründig und zynisch, aber auch spannend und actionreich.